# Bernd Barleben
Bernd Barleben (Berlín, 1 de enero de 1940) es un deportista de la RDA que compitió en ciclismo en la modalidad de pista, especialista en la prueba de persecución por equipos.
Participó en los Juegos Olímpicos de Roma 1960, obteniendo una medalla de plata en la prueba de persecución por equipos (junto con Siegfried Köhler, Peter Gröning y Manfred Klieme).

## Medallero internacional
| Representando al Equipo Alemán Unificado |               |                  |                         |
| Juegos Olímpicos                         |               |                  |                         |
| Año                                      | Lugar         | Medalla          | Competición             |
| 1960                                     | Roma (Italia) | Medalla de plata | Persecución por equipos |